# Kazimierz Bańczyk
Kazimierz Bańczyk (kasz. Kadzmiérz Bańczik; ur. 30 stycznia 1946 w Sopocie, zm. 13 maja 1996 w Świnoujściu) – działacz kaszubski, samorządowiec, nauczyciel, dziennikarz, członek Zrzeszenia Kaszubsko-Pomorskiego, prezes żukowskiego oddziału Zrzeszenia Kaszubsko-Pomorskiego w latach 1987-1993, Radny Gminy Żukowo w latach 1991-1995. Odznaczony Skrą Ormuzdową w 1990 roku za działalność społeczno-kulturalną.

## Życiorys

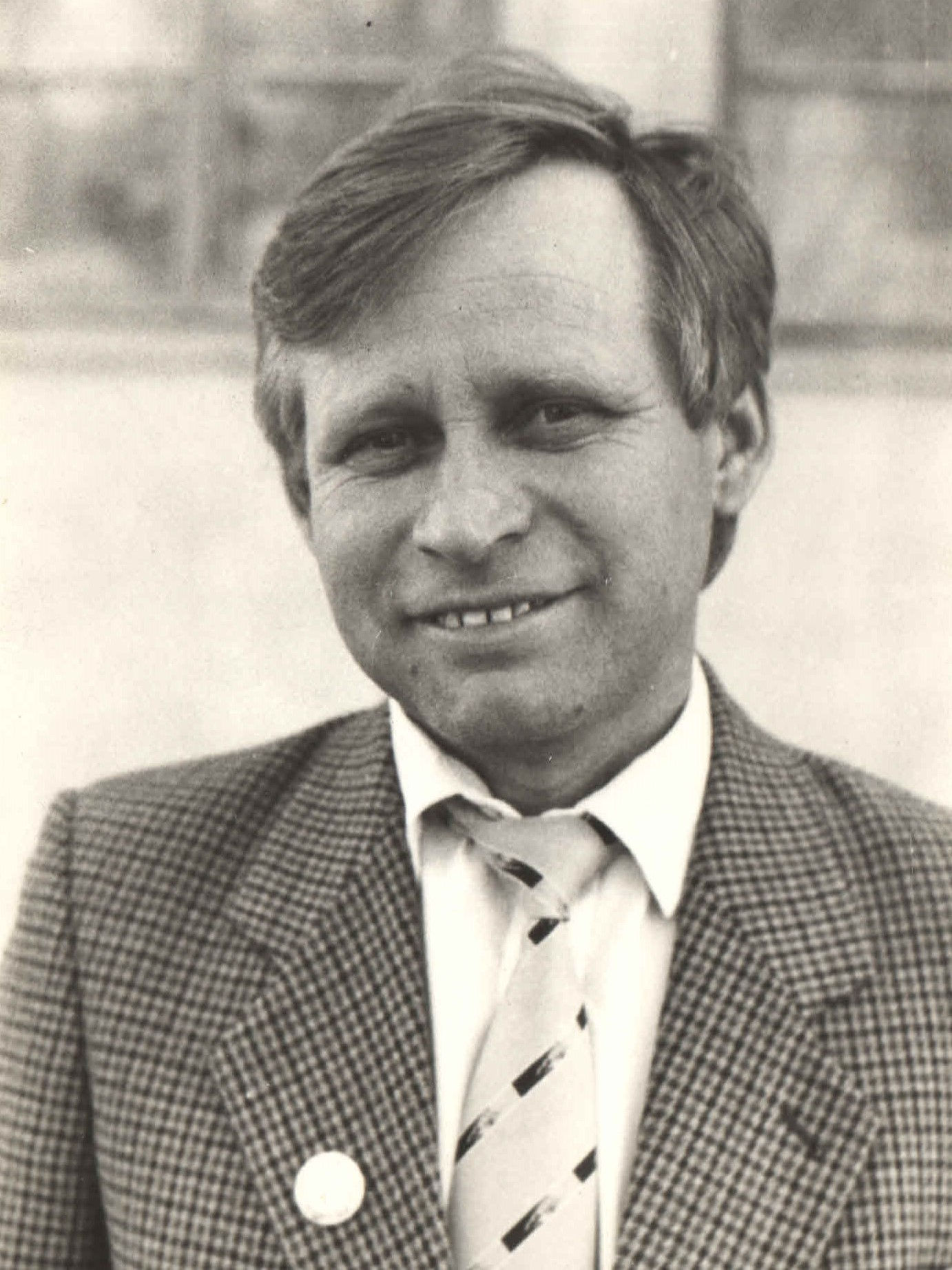
Zdjęcie wykonane przez Aleksandrę Etmańską (1991).

Urodził się jako najstarsze dziecko Gerarda i Anny (z domu Szreder). Ukończył Szkołę Podstawową w Sopocie i Technikum Rolnicze w Bolesławowie k. Skarszew. W 1967 r. został absolwentem Studium Nauczycielskiego w Koszalinie. Tytuł inżyniera zootechniki uzyskał w 1973 r. na Akademii Rolniczej w Szczecinie, a tytuł magistra w 1981 r. na Akademii Rolniczo-Technicznej w Olsztynie. Pracował jako nauczyciel szkół średnich w Przodkowie i Żukowie. Współpracownik Gazety Kartuskiej w latach 1991-1996, natomiast w latach 1990-1992 był redaktorem czasopism Samorządni i Solidarni – biuletynu Komitetu Obywatelskiego „Solidarność” Miasta i Gminy Żukowo oraz Rodziny Żukowskiej – Pisma Stowarzyszenia Rodzin Katolickich Dekanatu Żukowskiego. W czasie pełnienia funkcji prezesa żukowskiego oddziału Zrzeszenia Kaszubsko-PomorskiegoZrzeszenie Kaszubsko-Pomorskie, dążył do upowszechnienia kultury kaszubskiej i języka kaszubskiego. Jego staraniem odsłonięto obelisk Zofii i Jadwigi Ptach, hafciarek żukowskich, uczennic ostatnich Norbertanek Klasztoru w Żukowie oraz otwarto Izbę kaszubskiego haftu w Muzeum Parafialnym w Żukowie. Z jego inicjatywy Zrzeszenie Kaszubsko-Pomorskie oddział w Żukowie otrzymało sztandar. Dzięki niemu odbyła się również pierwsza w Żukowie msza święta w języku kaszubskim.  Zasłużony na rzecz Kaszub, zapał działania na rzecz „Małej Ojczyzny” przekazał następnemu pokoleniu działaczy kaszubskich. Zmarł nagle, w Świnoujściu, gdzie przebywał w sanatorium.

## Nagrody
- Skra Ormuzdowa (1990)